# Jairo Alexander Beltrán Castañeda
Jairo Alexander Beltrán Castañeda (fecha y año de nacimiento desconocido) es un agresor sexual y asesino en serie colombiano. Las autoridades le sindican de haber cometido por lo menos 4 asesinatos, aunque creen que pudo cometer otros más en el departamento del Meta, zona donde delinquía junto con otros miembros de su familia.
Apodado Manotas y El monstruo del llano, confesó el asesinato de la manicurista Sandra Milena Ramírez, hecho que ocurrió en 2015 en el departamento del Meta. Aparte de esto, las autoridades le relacionan con otros 3 asesinatos de personas que también desaparecieron y fueron asesinadas y enterradas en fosas comunes en el Meta, la misma manera en la que fue encontrada Sandra Milena Ramírez.
También se sabe que era un violador sexual y que una de sus víctimas fue Oneida Beltrán de quien accedió sexualmente en Villavicencio, lugar donde finalmente fue capturado. Se sabe que conformaba un grupo dedicado al secuestro y extorsión.

## Sucesos
Según las autoridades, Beltrán Castañeda cometió uno de varios asesinatos en 2015. Sandra Milena Ramírez, una manicurista que en aquella época contaba con 25 años fue secuestrada, violada, asesinada y descuartizada, su cadáver fue encontrado en el municipio de Restrepo, departamento del Meta. Beltrán Castañeda finalmente aceptó la culpabilidad de dicho asesinato e indicó a las autoridades el lugar donde enterró a la víctima; al momento de desenterrar a Ramírez, las autoridades encontraron que le hacía falta el cabello, producto del maltrato físico que sufrió. Según la investigación de las autoridades, Beltrán Castañeda confesó el crimen para liberar de cualquier responsabilidad a varios de sus familiares que fueron involucrados en este caso. Una vez consumado el crimen, exigieron a la familia de Ramírez la suma de $ 5 000 000 de pesos a cambio de su liberación.
Se sabe que Beltrán Castañeda junto con otros miembros de su familia, entre ellos, la esposa y el hermano, conformaban un grupo que secuestraba a personas para después obtener recompensas económicas y la liberación. Beltrán Castañeda y los demás miembros de la familia son acusados formalmente de haber sido «coautores de homicidio y secuestro extorsivo de 2 mujeres», entre ellas, a la manicurista  Sandra Milena Ramírez.
Según las autoridades colombianas y miembros especializados, Beltrán Castañeda cometió otros 3 asesinatos en el departamento del Meta, zona donde delinquía. Las autoridades se basaron en el hecho de que, en esta zona, también encontraron otros 3 cadáveres de personas que fueron violentadas física y sexualmente, también por el hecho de que estas fueron enterradas en fosas comunes, es decir, se empleó el mismo modus operandi con el que fue asesinada Sandra Milena Ramírez.
A raíz de todos estos sucesos, tanto Beltrán Castañeda como los demás miembros de este grupo, se encuentran recluidos en prisiones por diversos delitos.